# François Joseph Westermann
François Joseph Westermann (Molsheim, Elzász, 1751. szeptember 5. – Párizs, 1794. április 5.) francia tábornok és politikai szereplő a nagy francia forradalom idején, Georges Jacques Danton barátja és az általa képviselt politikai irányvonal híve. A vendée-i háború idején ő volt a felkelés leverésére küldött republikánus hadsereg egyik parancsnoka. A hadműveletek során tanúsított kegyetlensége miatt a "vendée-i hóhér becenevet kapta. Halála is Dantonhoz köti, hiszen 13 másik személlyel együtt nyaktiló által végezték ki őket.

## Élete
Westermann Molsheimban született, a történelmi Elzász területén. Már fiatalon katonai pályára lépett, csatlakozva egy lovas hadosztályhoz. A forradalom kitörése után otthagyta a katonai szolgálatot és Párizsba ment, ahol lelkesen részt vett a forradalmi megmozdulásokban. 1790-ben Haguenau községben töltött be titkári szerepkört, azonban itt - felforgatás vádjával - megfosztották hivatalától és rövid időre bebörtönözték. Kiszabadulása után visszatért Párizsba, ahol Georges Jacques Danton mozgalmához csatlakozott és fontos szerepet játszott a Tuilériák ostromában.
Az első koalíciós háború kitörésekor csatlakozott Charles-François Dumouriez tábornok csapataihoz és részt vett az Észak-Franciaország és Belgium területén vívott harcokban. Dumouriez dezertálását követően letartóztatták, bűnrészességgel vádolva meg, de a Nemzeti Konvent előtt be sikerült bizonyítania ártatlanságát. A konvent javaslatára dandártábornokká léptették elő és a Vendée tartományban kitört felkelés leverésére küldték.
Westermann a vendée-i Katolikus és Királyi Hadsereg elleni harcban kiváló hadvezéri képességekről tett tanúságot. Habár 1793. július 5-én elszenvedett egy vereséget Châtillon mellett, később sorozatos győzelmeket aratott a felkelők felett, jelentős szerepet játszva abban, hogy decemberre már gyakorlatilag a teljes Vendée tartomány a republikánusok kezére került.
Hadvezéri tehetsége mellett azonban nagyobb hírnevet szerzett kegyetlenségével. A harcok során szerzett hadifoglyokat az utolsó emberig kivégeztette, de a civil lakossággal szemben sem tanúsított kíméletes bánásmódot. Az ellenállás megtörésére elrendelte a felperzselt föld taktikájának alkalmazását, nyomorba döntve a tartomány lakosságát. Tevékenységéről a következőket írta a Közjóléti Bizottságnak:
Nincsen többé Vendée. Meghalt szabad kardjaink által, asszonyaival és gyerekeivel együtt. Eltemettem őt Savenay erdeibe és mocsaraiba. Az általad adott parancsokat követve, összezúztam a gyermekeket a lovak patáival, a nőket pedig lemészároltam, akik többé nem fognak útonállókat szülni. Nem hagytam életben egy foglyot sem. Mind kiirtottam őket...
1794-ben hazatért Párizsba, itt azonban rövidesen Dantonnal együtt letartóztatták, majd halálra ítélték. Április 5-én Dantonnal és 13 másik személlyel együtt nyaktiló által kivégezték.

## Emlékezete
Westermann alakja feltűnik az Andrzej Wajda által 1983-ban rendezett Danton című filmben, ahol szerepét Jacques Villeret játssza el.